# Paróquia luterana em Włocławek

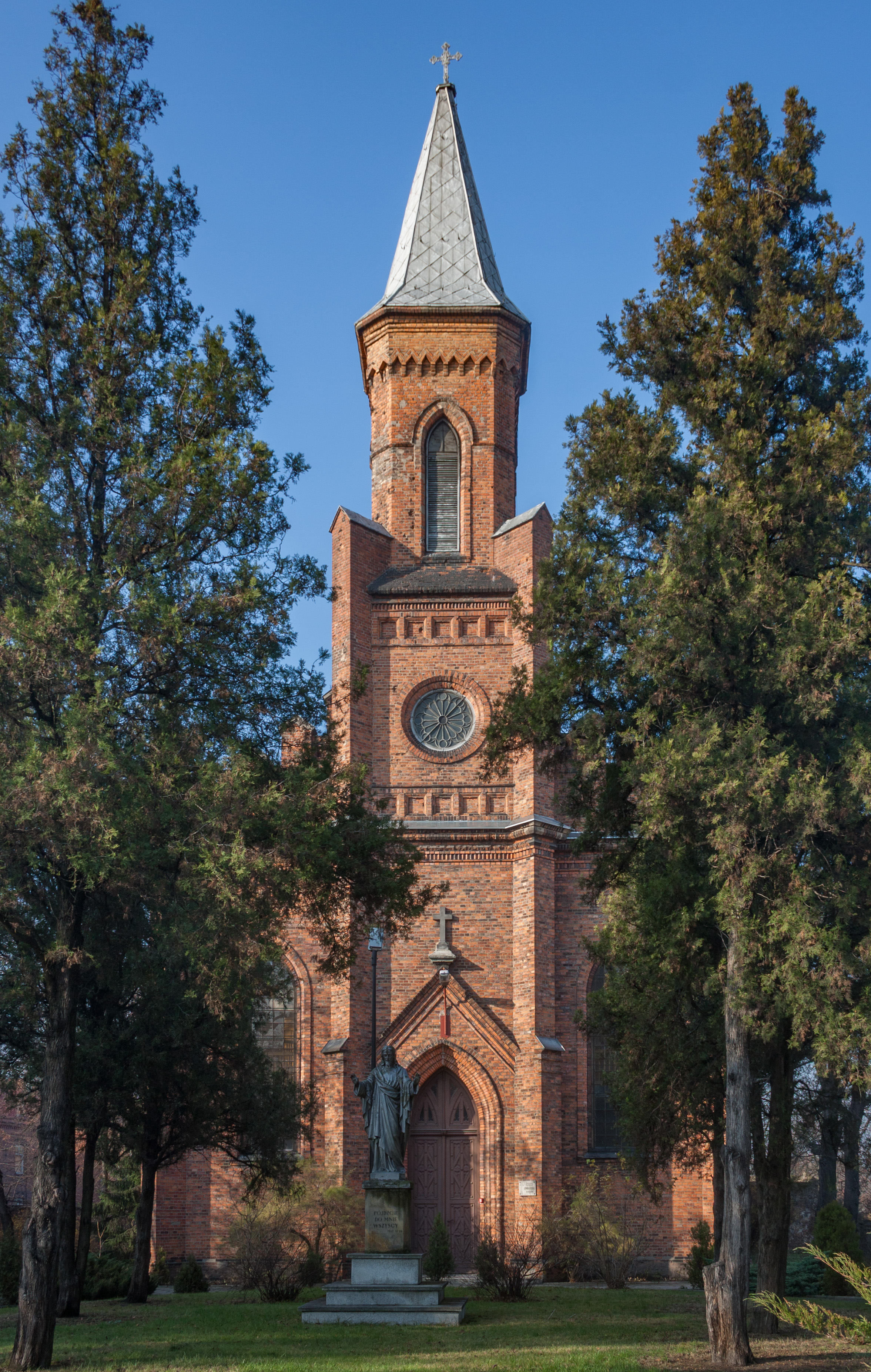
Igreja paroquial

Paróquia luterana em Włocławek - uma paróquia luterana em Włocławek, que pertencente à diocese da Pomerânia e Grande Polônia. Fica na rua Brzeska.

## História

### Começos do assentamento evangélico, 1793-1829
Desde do século XVI até o XIX, Cujávia foi o lugar no qual se estabeleceram imigrantes dos países alemães e holandeses. Os primeiros de colonos foram refugiados da Alemanha que passava pela guerra civil durante da reforma protestante. Nos séculos seguintes, especialmente no século XVIII, imigrantes assentavam-se aqui livremente numas terras abandonadas pelos polacos que desapareceram ou tornaram-se pobres em resultado das guerras numerosas e epidemias que passavam pela região. Desde do início, os colonos foram da confissão católico e luterano.
Até 1793 Włocławek foi a cidade governada por um bispo que proibia do assentamento das pessoas da outra fé do que católica. Depois da Segunda Partição da Polônia, Włocławek ficou no terreno prussiano. As autoridades novas prussianas da cidade aboliram a proibição do assentamento de não-católicos.
Os primeiros colonos evangélicos em Włocławek provinham principalmente dos arredores que ainda antes da Partição pertenciam ao Reino da Prússia - das cidades como Toruń, Bydgoszcz, Grudziądz ou Danzigue. Mas algumas famílias provinham do interior da Alemanha -  Dresda, Hamburgo, Potsdam. Nos anos 1793–1821 fizeram serviços nas casas próprias, as quais foram convidados os clérigos da cidades vizinhas. Entre 1796 e 1797 foram feitos serviços no, não existente atualmente, Catedral do Santo Estanislau. Até a criação da própria paroquial, os luteranos receberam os sacramentos nas Igrejas católicas.  
Desde o início da existência da comunidade, foi organizado o ensino para os jovens evangélicos. Desde de 1834 a paróquia tinha o edifício da escola, na esquina das ruas Brzeska e Piekarska.
Em 1818, a comunidade evangélica pediu às autoridades da Polônia do Congresso o consentimento para comemorar os serviços na igreja do Santo Adalberto do século XVII, feito de madeira. A Comissão Governamental da Fé e Iluminação Pública deu o consentimento no dia 24 de Junho de 1820. O bispo da região Cujávia e Kalisko Andrzej Wołłowicz também deu o consentimento e nos dias 17–18 de Março de 1821 concordou-se para arrendar de graça a igreja do Santo Adalberto a comunidade evangélica. O primeiro serviço aconteceu-se em 31 de Maio de 1821 e foi conduzido por pastor George Ortmann.

### Da criação da paróquia até o fim da Segunda Guerra Mundial, 1829-1945
A paróquia luterana em Włocławek foi criada em 1829. No momento da criação tinha 2414 membros.
Nos anos 1831–1832 perto da Igreja sob o endereço Brzeska 22 foi construído o edifício do vicariato, que fica neste lugar até hoje, no estilo clássico, completamente reconstruído em 1881 e nos anos 80 do século XX. Atualmente fica ali a capela do Inverno.   
Em 1850 um sucessor de Siewiersk, Fryderyk Wilhelm Cords deixou a sua propriedade para a construção da nova Igreja da paróquia luterana em Włocławek como também a construção duma escola e hospital dos luteranos. A doação dos paroquianos e dotações governais ajudaram na construção da Igreja nova.  

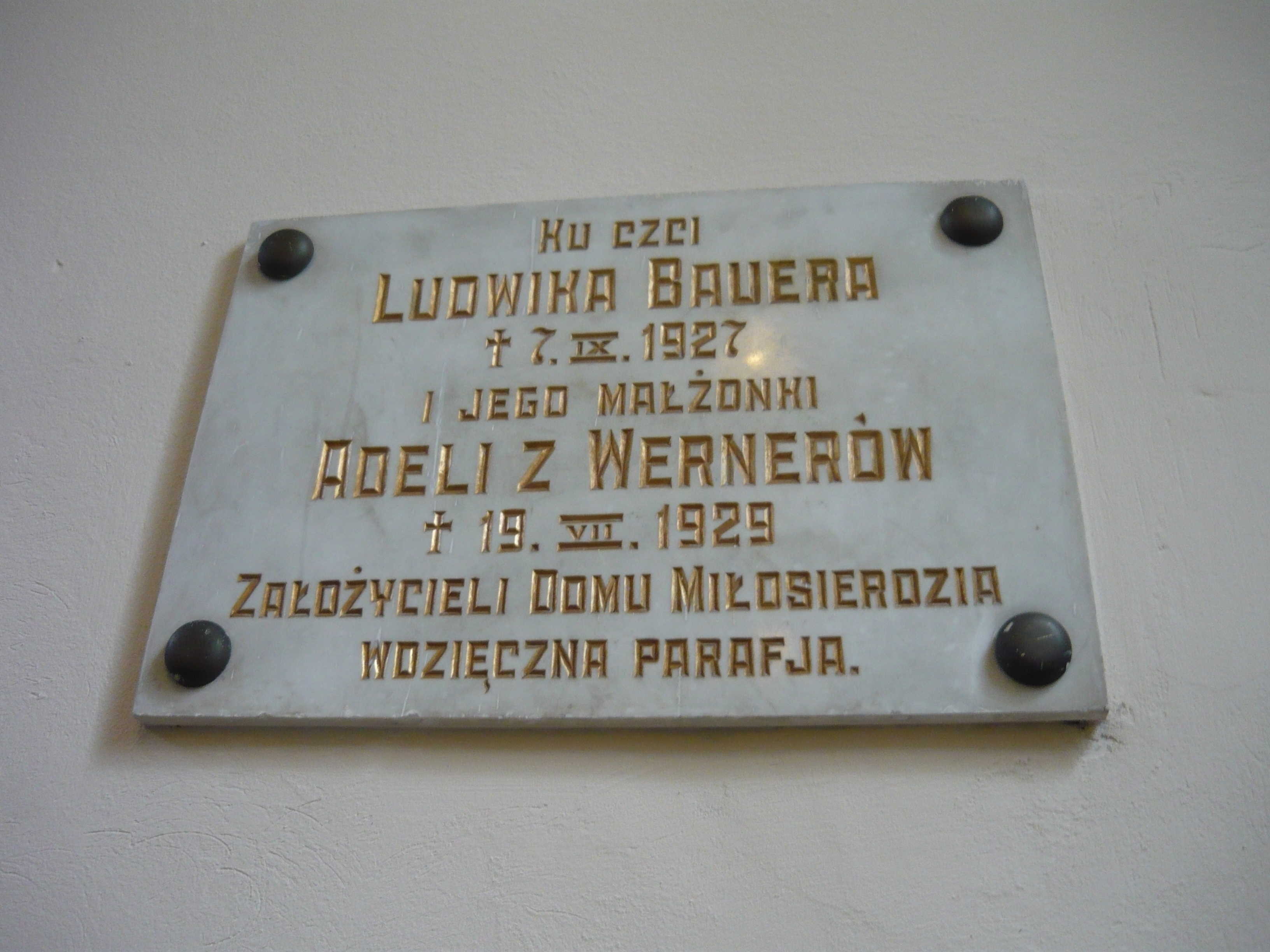
A paróquia apreciou o merecimento de Ludwik e Adela Bauer, exibindo a placa comemorativa na Igreja.

Nos anos 1877-1881 (segundo outras fontes nos anos 1882-1884) foi construída a Igreja nova de tijolo segundo o projeto de Franciszek Tournelle no estilo neogótico. A construção foi acabada finalmente em 1884. Em 1881 foi demolida a Igreja velha do Santo Adalberto.
No início do século XX o número de fiéis cresceu rapidamente. Isso ligou-se com a assimilação de pessoas de origem alemã e desenvolvimento geral de Włocławek como o centro industrial. Antes do início da I Guerra Mundial o número dos fiéis contou 3000 de pessoas. Este número mantinha-se durante do período de Entreguerras. Nesse tempo foi planejada a expansão da Igreja.
Em 1905 Adela e Ludwik Bauer fundaram o orfanato para a paróquia (na rua Słowackiego 4) e a Casa Evangélica de Misericórdia (na rua Słowackiego 4a) dedicada para velhos e aleijados. Ambos edifícios tinham nome de Wilhelm Cords. A Casa Evangélica de Misericórdia funcionou até 1945. Atualmente o edifício não é usado. A família Bauer fundou em 1897 uma cerca forjada, na base de tijolo do lado da rua Brzeska. Na Igreja fica uma placa comemorativa de Ludwik e Adela Bauer.
Neste tempo, até o início da II Guerra Mundial a paróquia conduziu 5 escolas iniciais evangélicas nos municípios: Dobiegniewo, Falborz, Łęg, Śmiłowice e Wieniec e escolas nas cidades: Modzerowo e Krzywa Góra (para a população polaca) em Włocławek, Łęg-Witoszyn e Sarnówka (para a população alemã). Na paróquia operaram várias associações, por exemplo a Associação da Juventude Evangélica.
Em 20 de Janeiro de 1945 a torre da Igreja foi estragada notavelmente. Esconderam-se nela os soldados do exército hitlerista (da nacionalidade letã), que estabeleceram nela a posição de tiro de metralhadora. De ali, atacaram os soldados do exército Vermelho que ficaram na Praça da Liberdade contemporânea. Como a resposta, os russos atiraram uma salva de canhões na direção da torre. A Torre foi reconstruída nos anos 1947-1951.

### Tempos da República Popular da Polônia e atual, desde de 1945
Depois da  II Guerra Mundial na paróquia ficavam 600 dos fiéis. Na época da República Popular da Polônia quase toda propriedade da paróquia incluindo o vicariato foi requisitado pelo país. Foi retomado parcialmente depois da queda da República em 1989.
Na metade de 2008 e 2009 a Igreja foi renovada. No sótão do edifício foram encontradas quase 150 placas de caixões dos anos 1840–1890. Foi resolvido para catalogá-las, descrever e restaurar, o que a paróquia fiz na cooperação entre outros com uma ouvinte da Universidade da Terceira Idade em Włocławek - Izabela Drozd, Associação das Iniciativas Criativas “ę” e Fundação da Liberdade Polaco-Americana. Em 13 de Junho de 2012 no edifício da antiga capela do cemitério foi aberto o lapidário. A descoberta inspirou s. Drozd ao guiar as pesquisas nos cemitérios antigos evangélicos no todo país. O projeto “Zagubione ślady społeczności ewangelickiej we Włocławku i okolicy” funciona ate hoje sob o patrocínio da Universidade da Terceira Idade. Apesar de catalogação e restauração de túmulos, organiza também palestras ou cria as trilhas turísticas na cooperação com os professores da história e filial regional de PTTK.
Nos anos 20. do século XXI foi feita seguinte renovação da Igreja. Foram mudados os mecanismo dos sinos eclesiásticos, calhas e instalação eléctrica. Foi montada a luz  nova  entre outros do altar. Foi feita uma portão de entrada nova da rua Słowackiego. Utilizando da ajuda do Município da Cidade Włocławek, foi instalada a iluminação da Igreja.   
A paróquia evangélica em Włocławek organiza entre outros umas aulas da história multimediais na cooperação com escolas. Durante a Semana de Oração para Unidade de Cristãos, os evangélicos de Włocławek convidem os catolicos as suas Igrejas.